# Điện ảnh Croatia
Điện ảnh Croatia (tiếng Croatia: Hrvatska kinematografija) là tên gọi ngành công nghiệp Điện ảnh của nước Cộng hòa Croatia.

## Lịch sử hình thành và phát triển
- Trước và trong Thế chiến II
- Croatia thuộc Nam Tư
- Cộng hòa Croatia

### Hãng phim
- Jadran Film
- Zagreb Film

### Nhà làm phim tên tuổi
- Oktavijan Miletić
- Krsto Papić
- Lordan Zafranović
- Rajko Grlić
- Ognjen Sviličić
- Branko Lustig

### Diễn viên nổi tiếng
- Mira Furlan
- Goran Višnjić
- Rade Šerbedžija
- Denise Richards
- Vanna White
- Patrick Muldoon
- Rick Rossovich
- Jenna Elfman
- Ivana Miličević
- Cary Elwes
- Scott Bakula
- Filip Benko
- Rafael Primorac
- Alida Valli
- Laura Antonelli
- Gianni Garko
- Sylva Koscina
- John Malkovich
- Eric Bana

## Vinh danh
- Liên hoan phim Pula
- Liên hoan phim Motovun
- Liên hoan phim Zagreb
- ZagrebDox
- Liên hoan phim Split